# خيري بشارة
خيري بشارة (30 يونيو 1947 -)، مخرج مصري

## حياته
نشأ في حي شبرا ب محافظة القاهرة ، وتخرج في المعهد العالي للسينما قسم إخراج عام 1967، وكانت بدايته من خلال السينما التسجيلية خاصة مع إنشاء المركز القومي للأفلام التسجيلية والقصيرة في العام 1967 وبعدها أصبحت الفرصة متاحة للإعلان عن جماعة السينما الجديدة والتي كان خيري بشارة أحد أعمدتها، أفلامه تحمل بصمته الخاصة واقعية شاعرية راقية نراها في أفلام من إخراجه مثل فيلم يوم مر ويوم حلو كما نراها في فيلم آيس كريم في جليم ، و فيلم أمريكا شيكا بيكا، و فيلم إشارة مرور، وكذلك في مسلسلات تحمل توقيعه الإخراجي مثل مسلسل ملح الأرض ومسلسل ريش نعام وغيرها.

## أعماله[6]

### أفلام قام بأخراجها
- يوميات نائب في الأرياف،
- الأقدار الدامية.
- العوامة رقم ٧٠.
- الطوق والإسورة.[ا][ب]
- يوم مر ويوم حلو.[ب]
- كابوريا.[ب]
- رغبة متوحشة.
- ايس كريم في جليم.[ب]
- أمريكا شيكا بيكا.[ب]
- إشارة مرور.
- حرب الفراولة.
- قشر البندق.[ب]
- ليلة على القمر.

### مسلسلات قام بأخراجها
- مسألة مبدأ.
- ملح الأرض.
- الفريسة والصياد.
- الهروب من الغرب
- ريش نعام.
- بنت اسمها ذات
- الزوجة الثانية
- الطوفان
- السنونو

## جوائز وتكريمات
حصل خيري بشارة على العديد من الجوائز أهمها: جائزة الفكرة عام 1975 عن فيلمه “صائد الدبابات” في مهرجان الأفلام التسجيلية والقصيرة، وأيضًا حصل على جائزة السيناريو والإخراج عن عدة أفلام في عامي 1976 و1977، فضلًا عن حصوله على جائزة الدولة التشجيعية في الفنون من المجلس الأعلى لرعاية الفنون والآداب والعلوم الاجتماعية.كما كرّم عم مجمل أعماله من مهرجان مالمو للسينما العربية 2024.
كما أن نقاداً اختاروا ستةً من أفلامه باعتبارها من أفضل مئة فيلم غنائي مصري في مهرجان الإسكندرية السينمائي دورة عام 2023، ومن تلك الأفلام، فيلم الطوق والاسورة، الذي اُختير عام 1996 ضمن أفضل مئة فيلم مصري، وهو فيلمه الوحيد في تلك القائمة.[بحاجة لمصدر]

## روابط خارجية
- خيري بشارة على موقع أرشيف الشارخ.
- خيري بشارة على موقع IMDb (الإنجليزية)
- خيري بشارة على موقع الدهليز
- خيري بشارة على موقع قاعدة بيانات الأفلام العربية
- خيري بشارة على موقع أول موفي (الإنجليزية)
- خيري بشارة على موقع قاعدة بيانات الفيلم (الإنجليزية)
- خيري بشارة على موقع كينوبويسك (الروسية)